# La Cagna (Tunis)
Cet article possède un paronyme, voir Cagna.
La Cagna (arabe : لاكانيا) est un quartier situé au sud de Tunis, capitale de la Tunisie.
Appartenant à El Ouardia, l'une des délégations du gouvernorat de Tunis, il est délimité par le quartier de Bellevue au nord, la délégation d'El Kabaria au sud, la délégation de Djebel Jelloud à l'est et la cité Mohamed-Ali à l'ouest.

## Étymologie
Le mot Cagna, d'origine vietnamienne, désigne une maison. Par extension, dans l’argot des combattants de la Première Guerre mondiale, il a désigné un abri dans les tranchées puis une maisonnette dans ce quartier historique du sud de Tunis.

## Histoire
Il est construit en 1930 par une société d'anciens combattants de nationalité française, sur un terrain de treize hectares.
De nos jours encore, il continue à porter les noms de rues qui lui ont été donnés à sa fondation, soit des noms de batailles de la Première Guerre mondiale. On y traverse ainsi les rues de Dixmude, des Éparges, de Douaumont ou du Fort de Vaux.

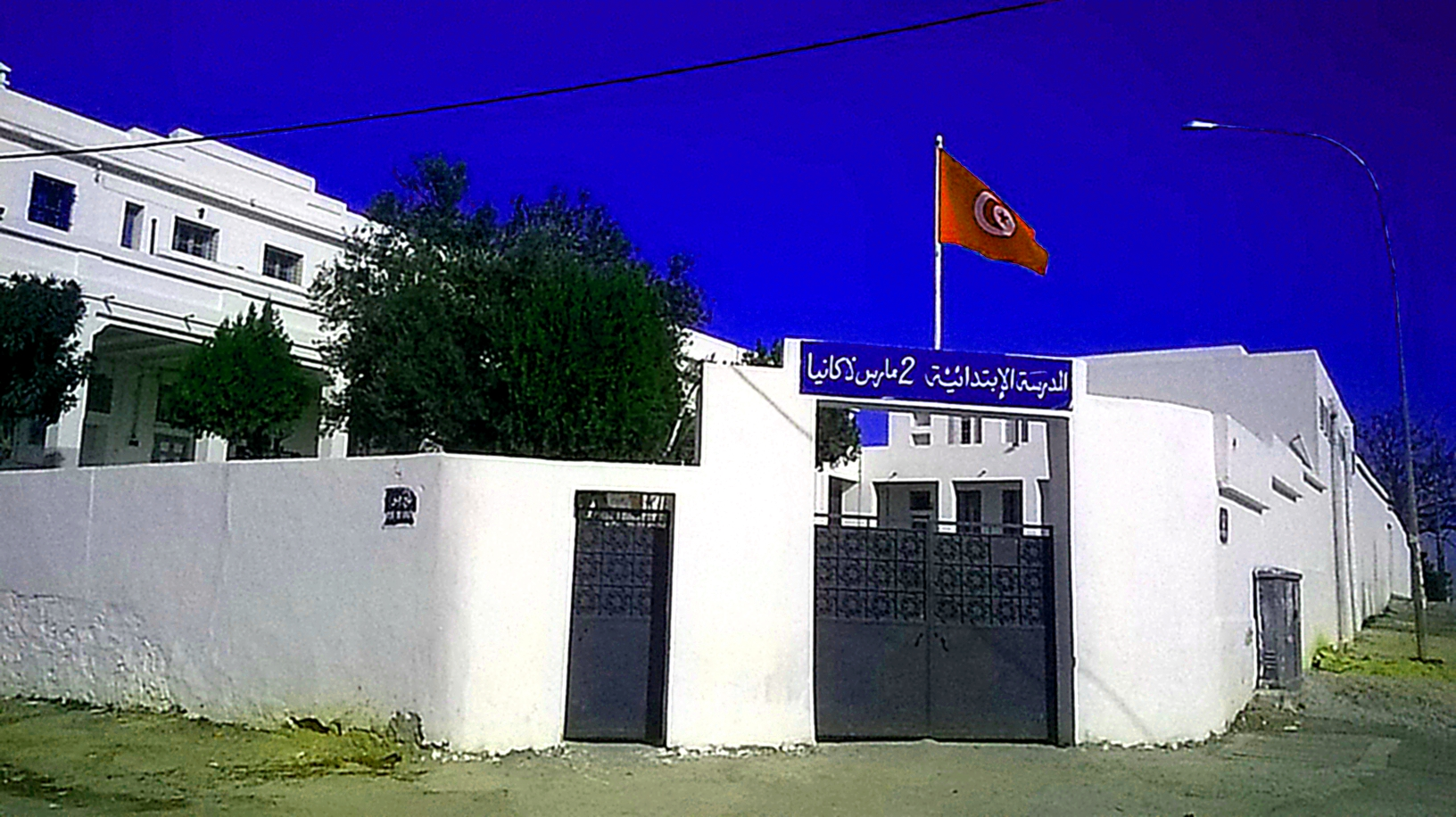
École primaire 2-Mars.
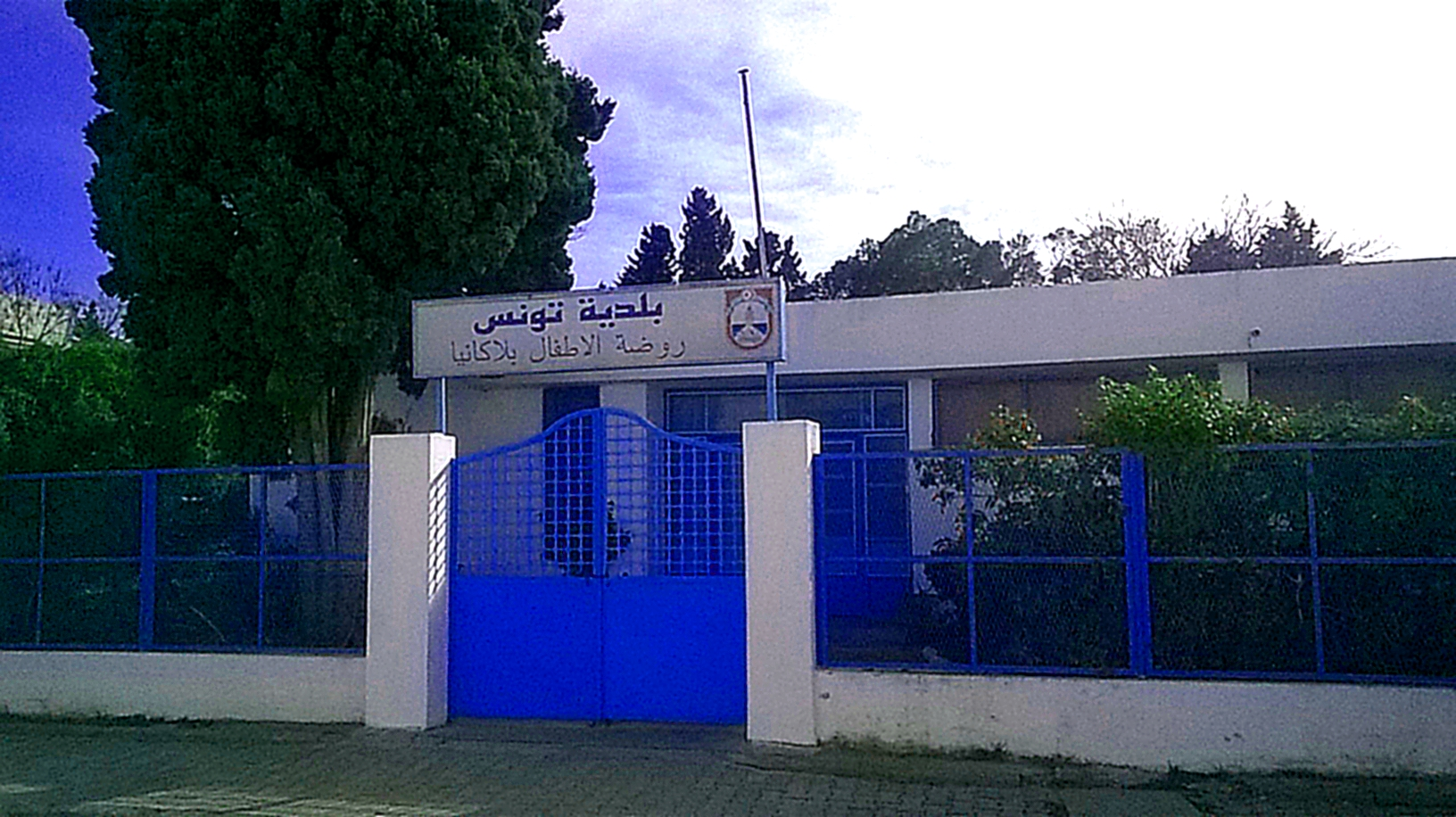
Garderie municipale.
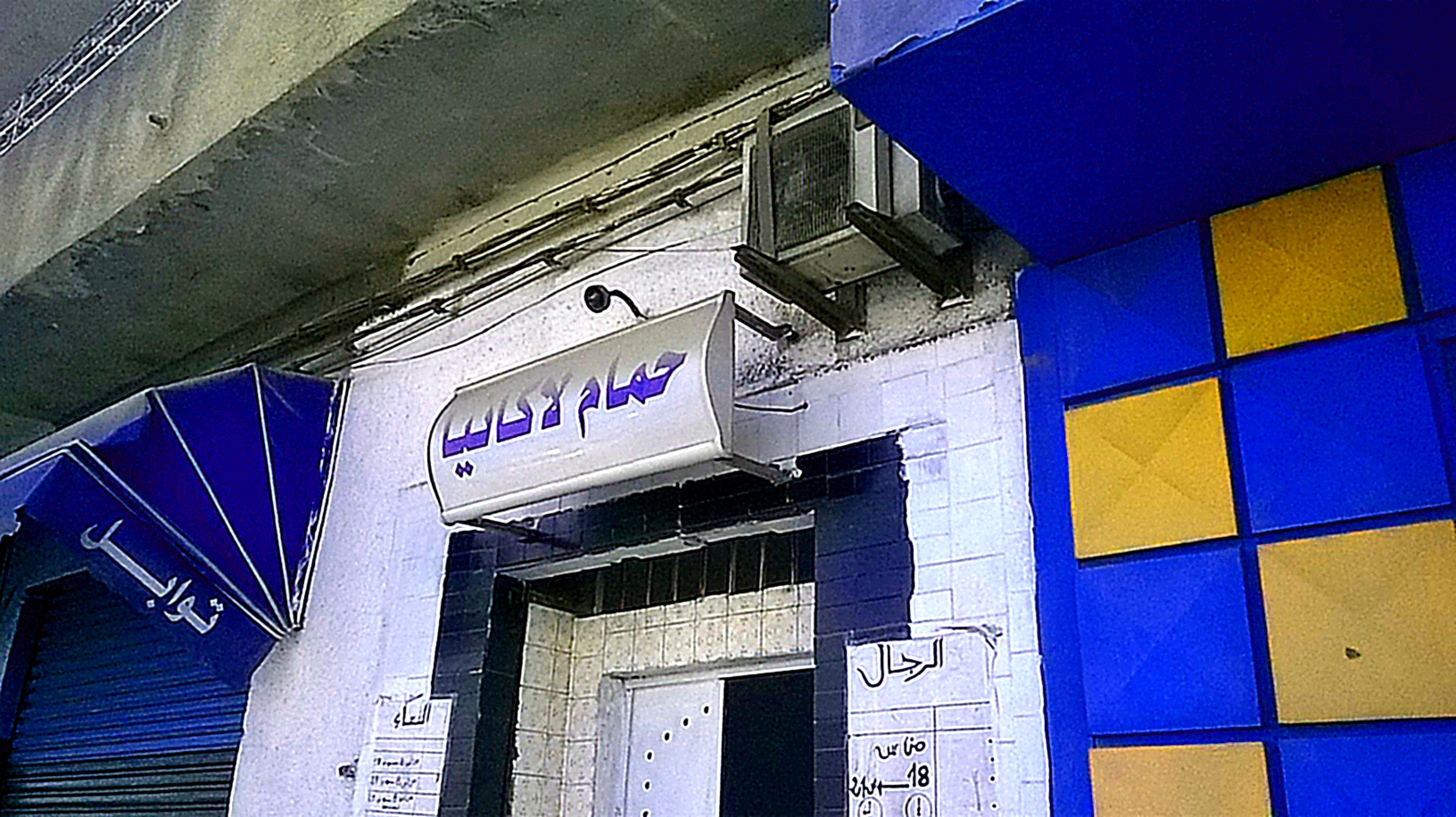
Hammam de La Cagna.
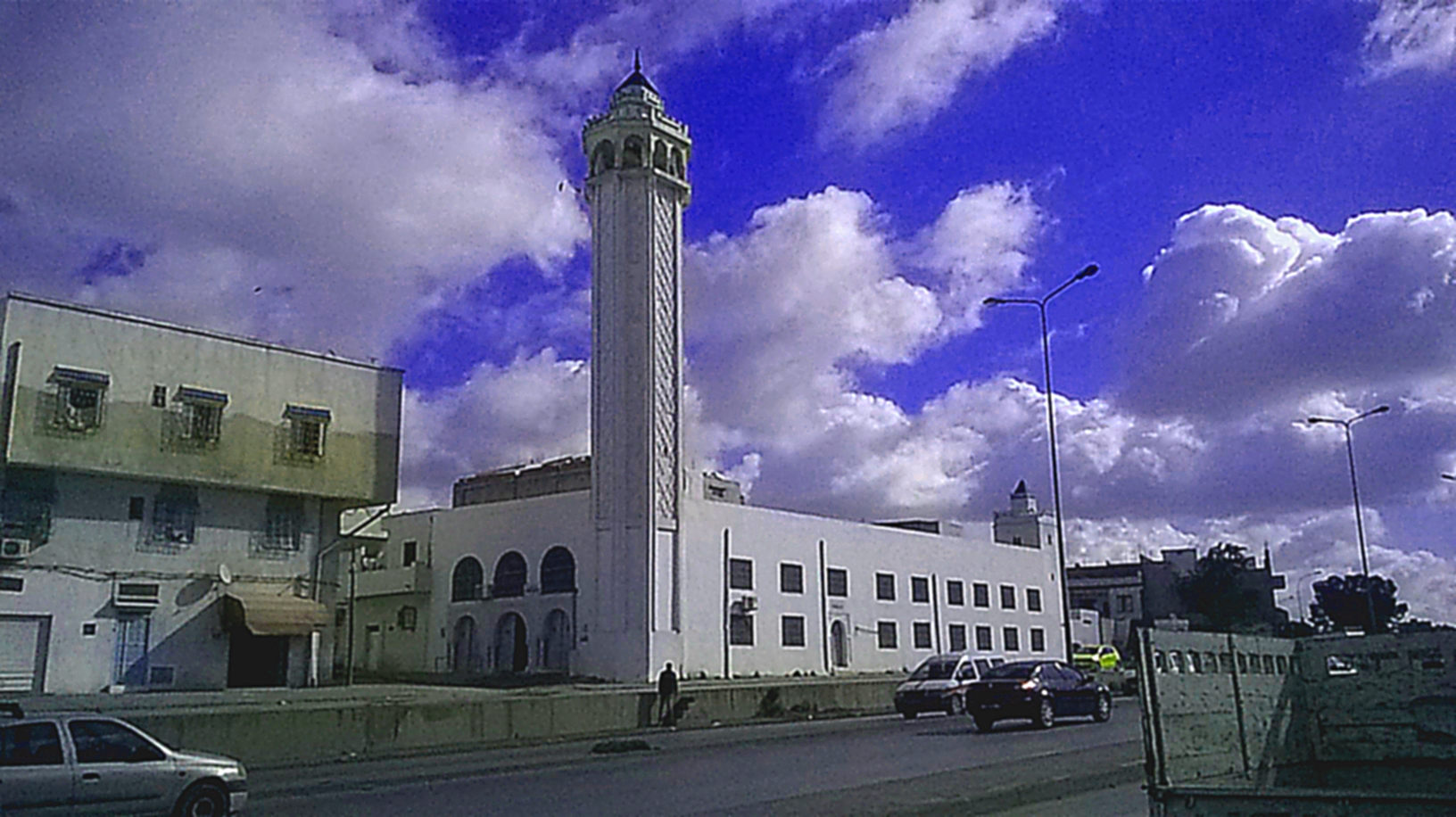
Mosquée de La Cagna.